# Visions du Réel
Visions du Réel (Visions de la realitat) és un festival de cinema documental de renom internacional que se celebra a l'abril de cada any a Nyon, Suïssa. Establert el 1969 com a Festival Internacional de Cinema Documental de Nyon, l'esdeveniment va adoptar el seu nom actual el 1995 i és el festival de documentals suís més gran.
En els seus inicis, el festival va promocionar pel·lícules suïsses i pel·lícules que d'altra manera eren inaccessibles, és a dir, els creats als països del Bloc de l'Est darrere del teló d'acer. Ara és obert a inscripcions d'arreu del món, dura una setmana i està dirigit pel crític de cinema Jean Perret des de 1995.

## Història
El festival va ser fundat per Moritz de Hadeln (que més tard va dirigir el Festival Internacional de Cinema de Locarno, el Festival Internacional de Cinema de Berlín, la Mostra Internacional de Cinema de Venècia i el de curta durada. New Montreal FilmFest de 2005) and his wife Erika de Hadeln:
| « | Les nostres motivacions en aquell moment eren estrictament polítiques. Creiem en el documental, tots teníem la mateixa idea que el documental podria canviar la societat en què vivim. No era el moment en què la televisió ho controlava tot... | » |

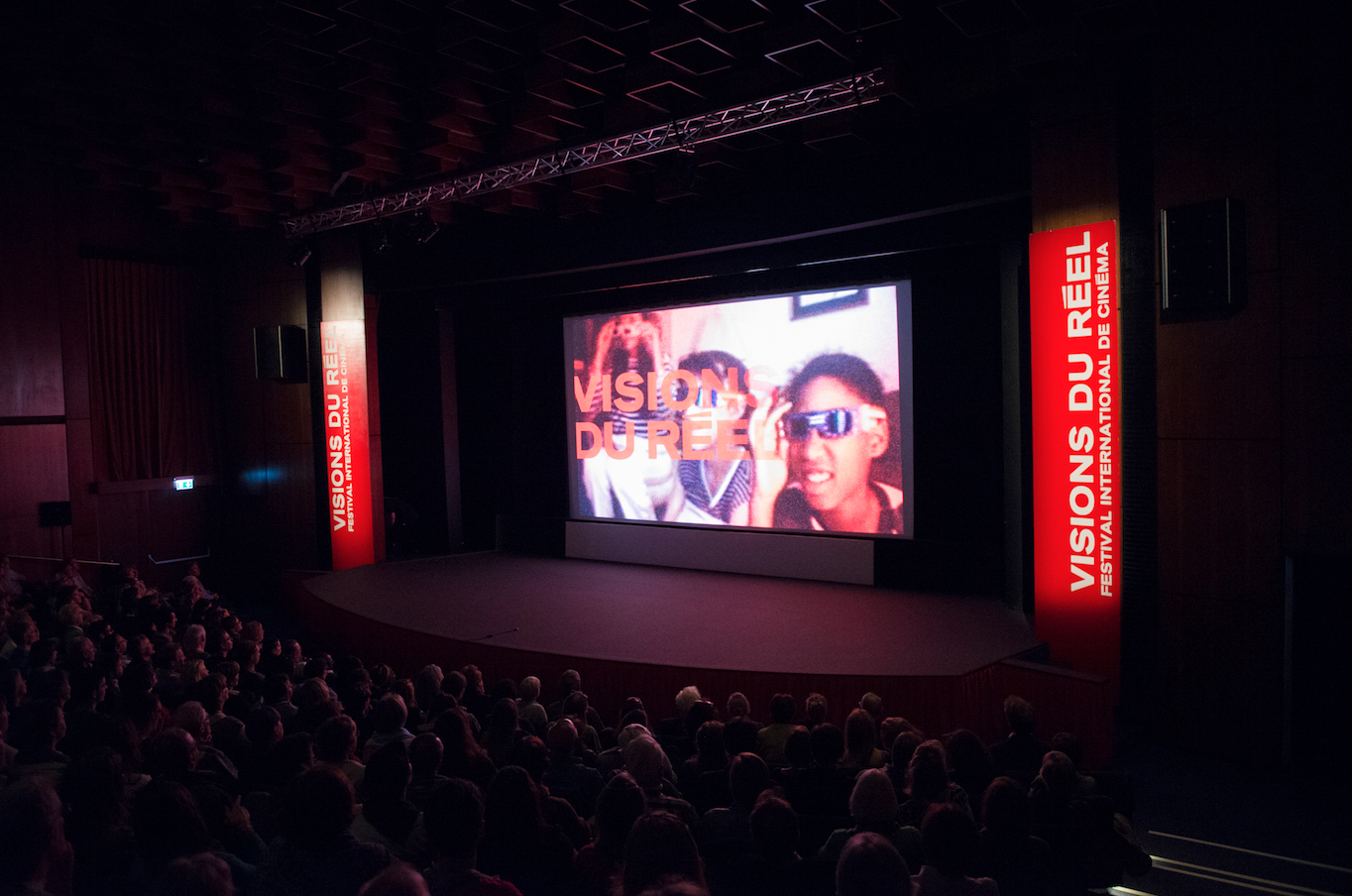

Moritz de Hadeln va dirigir el festival fins al 1979, i va assistir a Erika quan va assumir la direcció del festival entre 1980 i 1993.

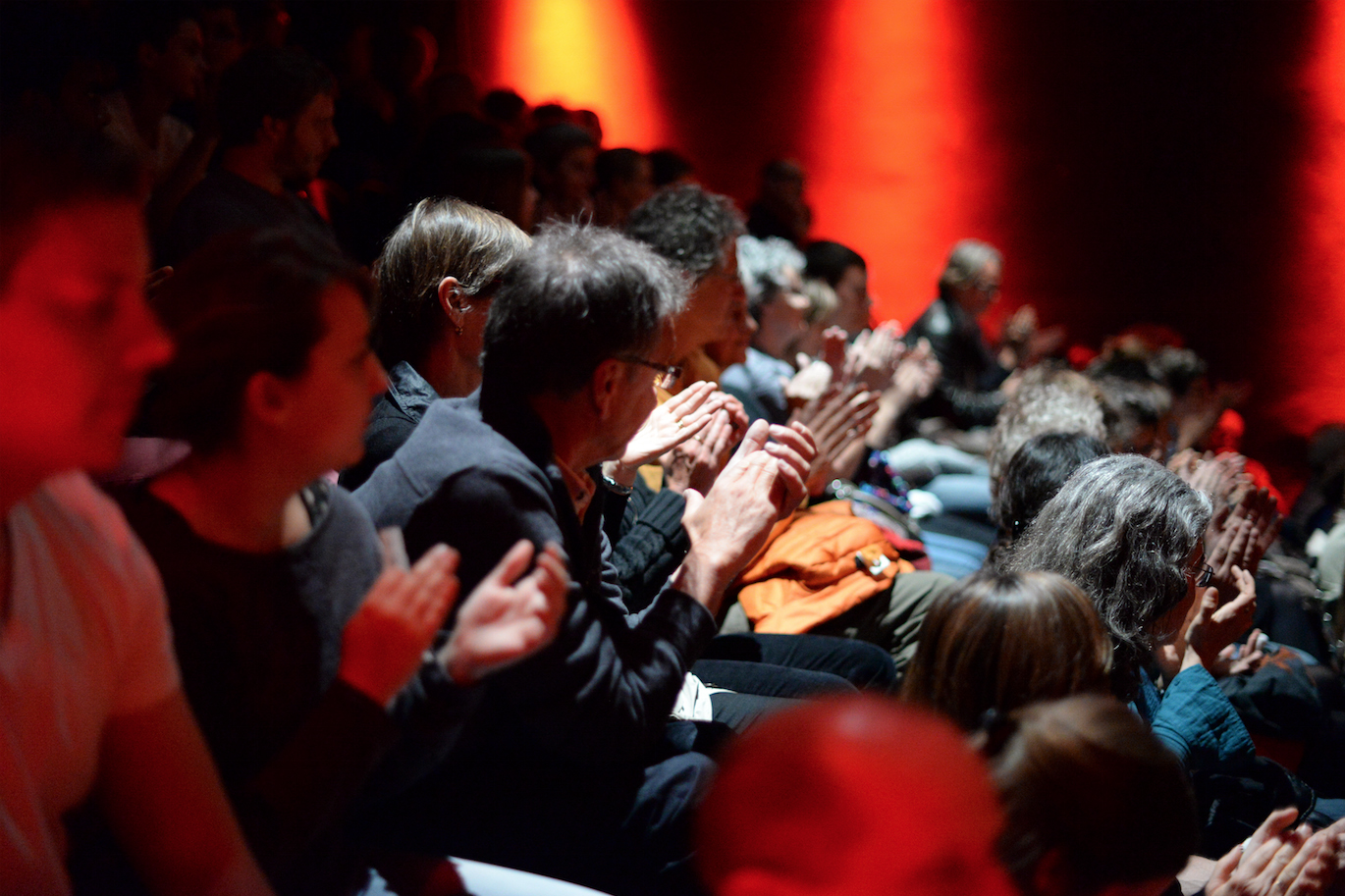

Durant els primers anys del Festival Internacional de Cinema Documental de Nyon, Erika de Hadeln va negociar amb les autoritats cinematogràfiques d'Europa de l'Est i Rússia i va treballar amb documentalistes com Joris Ivens, Roman Karmen, Georges Rouquier, Basil Wright i Henri Storck. L'esdeveniment va servir de plantilla pels festivals de cinema que van seguir, inclosos els d'Amsterdam i Múnic.
Cada any, el festival convida i ret homenatge a un convidat d'honor que ha fet importants contribucions en l'àmbit del documental i/o del cinema de ficció. L'homenatjat rep el prestigiós Premi Honorífic (anteriorment el "Prix Maître du Réel"). Els anteriors destinataris inclouen Claire Denis, Werner Herzog, Claire Simon, Peter Greenaway, Alain Cavalier, Barbet Schroeder i Richard Dindo.
Visions du Réel forma part de la Doc Alliance, una associació creativa entre set festivals de cinema documental europeus.

## Seccions
- Concurs Internacional de Llargmetratges
- Concurs Internacional Burning Lights
- Concurs Nacional
- Concurs Internacional de Migmetratges i Curtmetratges
- Escenes d'obertura
- Gran Angle
- Latituds

## Premis
- Concurs Internacional de Llargmetratges
  - Sesterce d’or — Millor llargmetratge
  - Premi del jurat — Llargmetratge més innovador
  - Menció especial
  - Premi Interreligiós
- Concurs Internacional Burning Lights
  - Sesterce d’or — Millor llargmetratge mitjà o llargmetratge
  - Premi del jurat: llargmetratge mitjà o llargmetratge més innovador
  - Menció especial
- Concurs Nacional
  - Sesterce d’or — Millor llargmetratge mitjà o llargmetratge
  - Premi del jurat — Llargmetratge més innovador
  - Menció especial
- Concurs internacional de curtmetratges i migmetratges
  - Sesterce d'or — Millor llargmetratge mitjà
  - Premi del jurat — Film mitjà més innovador
  - Menció especial
  - Sesterce d’argent — Millor curtmetratge
  - Premi del Jurat Jove — Curtmetratge més innovador
- Gran Angle
  - Sesterce d’argent Prix du Public — Millor llargmetratge

## Equip del festival

### Presidents
- 1969-1973: Bernard Glasson
- 1974-1981: Maurice Ruey
- 1982: Denys Gilliéron
- 1983-1991: Armand Forel
- 1992-1997: Gaston Nicole
- 1998-2001: Jérôme Bontron
- 2002-2003: Peter Tschopp
- 2004-2009: Jean Schmutz
- 2009-2019: Claude Ruey
- des de 2019: Raymond Loretan

### Directors
- 1969-1979: Moritz de Hadeln
- 1980-1994: Erika de Hadeln
- 1994-2010: Jean Perret
- 2010-2017: Luciano Barisone
- des de 2018: Emilie Bujès